# سباق لو تور دو فرانس 2015
سباق لو تور دو فرانس 2015 (بالفرنسية: La course by Le Tour de France 2015)‏ هو سباق دراجات هوائية، وهو الموسم الثاني من سباق لو تور دو فرانس، وأقيم في 26 يوليو 2015 ضمن سباقات سباق الدراجات على الطريق للسيدات 2015 ‏، وشارك فيه 120 متسابقاً ووصل إلى نهايته 62 متسابقاً.
فاز بالمركز الأول أنا فان دير بريغين، وبالمركز الثاني جولين ديهور، وبالمركز الثالث ايمي بيترز، وكان الفائز حسب السرعة Mia Radotić ‏، وكان الفائز حسب النقاط للشباب كريستينا سيجارد.

## التصنيف العام النهائي
| التصنيف العام         | التصنيف العام      | التصنيف العام   | التصنيف العام             | التصنيف العام |
| العداء                | العداء             | البلد           | الفريق                    | الوقت         |
| --------------------- | ------------------ | --------------- | ------------------------- | ------------- |
| 1                     | أنا فان دير بريغين | هولندا          | ليف ريسينغ ‏               | 2 س 05 د 01 ث |
| 2                     | جولين ديهور        | بلجيكا          | Wiggle High5 Pro Cycling ‏ | + 1 ث         |
| 3                     | ايمي بيترز         | هولندا          | فريق سنويب للسيدات ‏       | + 1 ث         |
| 4                     | Lizzie Armitstead  | المملكة المتحدة | إس دي وركس ‏               | + 1 ث         |
| 5                     | Lotta Lepistö      | فنلندا          | Équipe Paule Ka ‏          | + 1 ث         |
| 6                     | ليزا برينور        | ألمانيا         | كانيون–إس آر إيه إم ‏      | + 1 ث         |
| 7                     | إيما جوهانسون      | السويد          | Liv AlUla Jayco ‏          | + 1 ث         |
| 8                     | لوسيندا براند      | هولندا          | ليف ريسينغ ‏               | + 1 ث         |
| 9                     | كيرستن وايلد       | هولندا          | تيم كوب هايتك بوردكتس ‏    | + 1 ث         |
| 10                    | كريستين ماجروس     | لوكسمبورغ       | إس دي وركس ‏               | + 1 ث         |
| مصدر: ProCyclingStats |                    |                 |                           |               |

## تصانيف فرعية

### تصنيف أفضل عداء
| تصنيف أفضل عداء       | تصنيف أفضل عداء  | تصنيف أفضل عداء | تصنيف أفضل عداء      | تصنيف أفضل عداء |
| العداء                | العداء           | البلد           | الفريق               | النقاط          |
| --------------------- | ---------------- | --------------- | -------------------- | --------------- |
| 1                     | Mia Radotić ‏     | كرواتيا         | BTC City Ljubljana ‏  | 14 نقطة         |
| 2                     | تيفاني كرومويل   | أستراليا        | كانيون–إس آر إيه إم ‏ | 11 نقطة         |
| 3                     | Vera Koedooder ‏  | هولندا          | Équipe Paule Ka ‏     | 10 نقطة         |
| 4                     | Lizzie Williams ‏ | أستراليا        | Liv AlUla Jayco ‏     | 10 نقطة         |
| 5                     | كريستين ماجروس   | لوكسمبورغ       | إس دي وركس ‏          | 7 نقطة          |
| مصدر: ProCyclingStats |                  |                 |                      |                 |

### تصنيف أفضل شاب
| تصنيف أفضل شاب        | تصنيف أفضل شاب          | تصنيف أفضل شاب   | تصنيف أفضل شاب                               | تصنيف أفضل شاب |
| العداء                | العداء                  | البلد            | الفريق                                       | الوقت          |
| --------------------- | ----------------------- | ---------------- | -------------------------------------------- | -------------- |
| 1                     | كريستينا سيجارد         | الدنمارك         | Matrix Fitness Pro Cycling ‏                  | 1 س 05 د 09 ث  |
| 2                     | Coryn Rivera            | الولايات المتحدة | UnitedHealthcare Pro Cycling (women's team) ‏ | + 0 ث          |
| 3                     | ماريا جوليا كونفالونيري | إيطاليا          | يو أي أيه تيم ‏                               | + 8 ث          |
| مصدر: ProCyclingStats |                         |                  |                                              |                |

## وصلات خارجية
- الموقع الرسمي
- لمحة عن سباق سباق لو تور دو فرانس 2015 على موقع  ProCyclingStats   (برو  سايكلنج  ستاتس) - إحصاءات  محترفي  الدراجات.
- سباق لو تور دو فرانس 2015 على موقع إحصائيات الدراجات الإحترافية (الإنجليزية)